# 北英屬哥倫比亞大學
北英屬哥倫比亞大學（英語：University of Northern British Columbia，簡稱UNBC）是一所位於加拿大英屬哥倫比亞省喬治王子城的公立大學，也是Wilp Wilxo'oskwhl Nisga'a Institute、北極大學、加拿大大專院校聯盟、國際大學協會、大英國協大學協會、加拿大國際教育局、和加拿大大學林業學院協會成員之一。學校在喬治王子城、魯珀特王子港、克內爾、和聖約翰堡、以及特瑞斯設有五座校區。
2007年獲得「加拿大綠色大學」商標。

## 歷史
1990年6月22日在不列顛哥倫比亞省議會通過的法案40（UNBC法案），其正式成立大學。在1992年和1993年期間，租用辦公空間提供了數量有限的課程。經過兩年的建設後，喬治王子城校本部於1994年由英國女王伊麗莎白二世正式啟用。

## 排名
- 英國《泰晤士高等教育世界大學排名》2021年排名

加拿大第28–31名、世界第801–1000名。
- 英國《泰晤士高等教育世界大學排名》2021年年輕大學排名

世界第201–250名。
- 加拿大《Maclean's》2021年本科排名

加拿大第五名。
- 加拿大《Maclean's》2021年聲譽排名

加拿大第四十名。

## 校園
喬治王子城校區位於克蘭布魯克山，從西面俯瞰喬治王子城，以創新的建築而廣為人知，其校園建築旨在代表北方景觀。
- 北英屬哥倫比亞大學附屬醫院（英语：University Hospital of Northern British Columbia）